# Циклични аденозин монофосфат
Циклични аденозин монофосфат (cAMP, цАМП, циклични АМП или 3'-5'-циклични аденозин монофосфат) је молекул важан у многим биолошким процесима; изведен је из аденозин трифосфата (АTП). цАМП је секундарни гласник и користи се у унутарћелијској сигналној трансдукцији, као што је преношење ефеката хормона као што су глукагон и адреналин, који не могу да прођу кроз ћелијску мембрану. Његова главна улога је активација протеинска киназа; такође се користи да регулише проток Ca2+ кроз јонски канале.

### Синтеза и распад цАМП
цАМП се синтетише од АТП-а преко аденилат циклазе. Аденилат циклаза се налази у ћелијској мембрани. Активирају је хормони глукагон и адреналин, као и Г протеин. Аденилат циклаза у јетри одговара јаче на глукагон, а мишићна аденилат циклаза одговара јаче на адреналин.
Распад цАМП-а у АМП катализује ензим фосфодиестераза. Дејство овог ензима коче велике концентрације кофеина, тако да је могуће да је стимулаторни ефекат ове дроге резултат повећаних цАМП нивоа које он узрокује. (Међутим, чини се да је потребна концентрација кафеина да он буде ефективан веома велика и више вероватно објашњење за ефекте кафе укључује молекул аденозина.)

### Активација протеинских киназа
Циклична АМП је укључена у неке протеинске киназе. На пример, PKA (протеинска киназа А, такође позната као цАМП-зависна протеинска киназа) је у нормалном случају неактивна као тетрамерни холоензим који се састоји од 2 каталитичке и 2 регулаторне јединице, где регулаторне јединице блокирају каталитичке центре каталитичких јединица.
Циклична АМП се везује за специфично место на регулаторним јединицама протеинских киназа и изазива дисоцијацију између регулаторних и каталитичких подјединица, активирајући тако каталитичке јединице и омогућавајући им да изврше фосфорилацију протеина.

### Регулација распада гликогена
цАМП контролише многе биолошке процесе, укључујући распад гликогена на глукозу (гликогенолиза), и липолизу.

### Улога цАМП у бактеријама
Код бактерија, цАМП се продукује када је ниво глукозе у ћелији низак; он активира стварање ензима који омогућавају енергију независну од глукозе.

### Улога цАМП кодDictyostelium discoideum
Хемотаксички покрети ћелија су организовани по периодичним таласима цАМП-а који се шире по ћелији. Таласи су резултат регулисаног стварања и секреције ванћелијског цАМП-а и спонтаног биолошког осцилатора који започиње таласе у центрима територија.